# 木島丘
木島 丘（きじま たかし、1933年（昭和8年）8月16日 - 2024年（令和6年）3月18日）は、広島市出身の政治家。広島市議会議長などを務めた。

## 経歴
1933年（昭和8年）8月16日広島市に生まれる。狩小川小学校、修道中学校・高等学校を経て、広島大学工学部を卒業。高陽町議会議員の後、1979年5月広島市議会議員選挙に初当選。その後、2019年現在まで連続11回当選。
1996年から1997年まで広島市議会副議長を、2011年から2012年まで広島市議会議長を務める。 自由民主党・保守クラブに所属。
2023年に引退した。
2024年（令和6年）3月18日に死去。90歳没。没後に正五位に叙された。